# Óscar Moglia de Pazos
Óscar Moglia de Pazos (Montevideo, 3 gennaio 1965) è un ex cestista uruguaiano con cittadinanza spagnola.
È il figlio di Óscar Moglia Eiras.

## Carriera
Con l'Uruguay ha disputato quattro edizioni dei Campionati americani (1988, 1995, 1997, 1999).